# Michael Ferlings
Michael Ferlings (* 8. September 1961) ist ein deutscher Badmintonspieler. 

## Karriere
Michael Ferlings gewann nach mehreren Medaillen im Nachwuchsbereich 1984 den deutschen Mannschaftsmeistertitel mit dem OSC 04 Rheinhausen. Im Folgejahr reichte es noch einmal zu Bronze. Bei den deutschen Einzelmeisterschaften 1986 gewann er Silber im Herreneinzel.

## Sportliche Erfolge
| Saison    | Veranstaltung                        | Disziplin    | Platz | Name |
| --------- | ------------------------------------ | ------------ | ----- | --- |
| 1975/1976 | Westdeutsche Einzelmeisterschaft U14 | Herrendoppel | 1     | Uwe Scherpen / Michael Ferlings (Kölner Federballclub BG / SC Bayer 05 Uerdingen)                                                                                   |
| 1975/1976 | Deutsche Einzelmeisterschaft U14     | Herrendoppel | 2     | Michael Ferlings / Uwe Scherpen (SC Bayer 05 Uerdingen / Kölner FC Blau Gold)                                                                                       |
| 1979/1980 | Westdeutsche Einzelmeisterschaft U18 | Mixed        | 1     | Michael Ferlings / Kirsten Schmieder (OSC Rheinhausen) |
| 1982/1983 | Westdeutsche Einzelmeisterschaft U22 | Herreneinzel | 1     | Michael Ferlings (OSC Rheinhausen) |
| 1982/1983 | Deutsche Einzelmeisterschaft U22     | Herreneinzel | 1     | Michael Ferlings (OSC Rheinhausen) |
| 1983/1984 | Deutsche Mannschaftsmeisterschaft    | Mannschaft   | 1     | OSC 04 Rheinhausen (Wiyatno, Hans-Joachim Schulz, Matthias Heger, Rolf Heyer, Michael Ferlings, Kirsten Schmieder, Petra Dieris-Wierichs)                           |
| 1984/1985 | Deutsche Mannschaftsmeisterschaft    | Mannschaft   | 3     | OSC 04 Rheinhausen (Klaus Kamperdicks, Hans-Joachim Schulz, Matthias Heger, Rolf Heyer, Michael Ferlings, Kirsten Schmieder, Petra Dieris-Wierichs, Karin Schäfers) |
| 1985/1986 | Deutsche Einzelmeisterschaft         | Herreneinzel | 2     | Michael Ferlings (FC Bayer 05 Uerdingen) |